# Cellana testudinaria
Cellana testudinaria is een slakkensoort uit de familie Nacellidae. De wetenschappelijke naam werd gepubliceerd in 1758 door Carl Linnaeus in de tiende editie van Systema naturae.